# Samuel Epstein (Mediziner)
Samuel S. Epstein (* 13. April 1926 in Middlesbrough, Yorkshire, England; † 18. März 2018 in Chicago, Illinois) war ein Mediziner und  Professor im Fach Umweltmedizin an der University of Illinois at Chicago. Bekannt wurde er durch seine Beiträge zur Umweltmedizin und Krebsvorsorge.
Epstein wurden anonym private und geheime Dokumente des Konzerns Monsanto zugespielt.
Diese Dokumente zeigten, dass versucht wurde, die von dem Wachstumshormon Posilac ausgehende Gefahr für die Allgemeinheit und im Speziellen von Milchvieh, zu vertuschen. Posilac soll die Milchproduktion von Milchvieh erhöhen. Epstein war schließlich derjenige, der die Öffentlichkeit darüber informierte.
Gemäß seinen Theorien ist das heute gehäufte Auftreten von Krebs durch Chemikalien wie Posilac, die sich überall in der Umwelt befinden und in der Nahrungskette anreichern, wesentlich mitbedingt.
1998 wurde Epstein für „sein beispielhaftes wissenschaftliches Arbeiten und sein Engagement zur Vermeidung durch Umweltverschmutzung ausgelöster Krebserkrankungen“ mit dem Right Livelihood Award ausgezeichnet.
Interviews mit Epstein sind unter anderem zu sehen in den Dokumentarfilmen The Corporation und Monsanto, mit Gift und Genen.